# Михайлов, Влодзимеж
Влодзимеж Михайлов (24 марта 1905—1994) — польский биолог, зоолог и паразитолог.

## Биография
Родился в Киеве в семье профессора консерватории. В 17 лет, окончив школу, переехал в Польшу в числе репатриантов. Окончил Варшавский университет, во время нацистской оккупации Польши участвовал в системе тайных университетов.
В 1949—1954 годах был профессором Варшавского сельскохозяйственного университета, затем стал членом Польской Академии наук. В начале 1950-х годов активно пропагандировал в Польше лысенковщину (успехи советской биологии). В 1982 году был избран иностранным членом Академии наук СССР (с 1991 года — Российской Академии наук). Также некоторое время возглавлял Департамент реформы школьного образования министерства образования Польши. С 1970-х гг. был председателем редколлегии ежегодника "Człowiek i nauka" (польского аналога международного научно-популярного ежегодника «Наука и человечество»).
Основные его научные работы посвящены хозяйственному значению, биологической роли и эволюции паразитов.